# Feliciano (Vorname)
Feliciano ist ein männlicher Vorname. Der Name ist eine italienische, spanische und portugiesische Variante des Namens Felix – der Glückliche.

## Namensträger
- Feliciano Ama (1881–1932), indigener Bauernführer in El Salvador, Teilnehmer am salvadorianischen Bauernaufstand 1932
- Feliciano Béjar Ruiz (1920–2007), mexikanischer Bildhauer, Maler und Grafiker
- Feliciano Antonio Chiclana (1761–1826), argentinischer Politiker, Militär, Richter und Anwalt
- Feliciano López  (* 1981), spanischer Tennisspieler
- Feliciano Ninguarda (1524–1595), Bischof von Scala, Sant’Agata de’ Goti und Como, Statthalter im Hochstift Regensburg
- Feliciano Padilla Chalco (1944–2022), peruanischer Erziehungswissenschaftler, Literaturwissenschaftler und Schriftsteller
- Feliciano Peña (1915–1982), mexikanischer Künstler
- Feliciano Rivilla (1936–2017), spanischer Fußballspieler
- Feliciano Scarpellini (1762–1840), französisch-italienischer Physiker, Astronom und Politiker